# Akysis prashadi
Akysis prashadi — вид риб з роду Akysis родини Akysidae ряду сомоподібні.

## Опис
Загальна довжина сягає 6,2 см. Голова короткувата, її ширина майже дорівнює довжині. Очі маленькі. Є 4 пари вусів помірної довжини. Тулуб не дуже довгий. Скелет складається з 34—35 хребців. У спинному плавці є 1 колючий і 4—5 м'яких променів. Грудні плавці широкі. Задній край шипа грудного плавці гладенький. У самців коротші черевні плавники і опуклий статевий сосочок. Анальний плавець трохи витягнутий. Хвостовий плавець глибоко виїмчастий.
Загальний фон жовто-золотавий. На голові присутні цятки. В області спинного плавця є коричнева пляма неправильної форми, яка охоплює більшу частину самого плавця. Нижня частина плями з золотавими прорізами. На рівні жирового плавця присутня нерівна смуга під нахилом. На хвостовому плавці — смуга, яка складається з безлічі дрібних цяток.

## Спосіб життя
Є бентопелагічною рибою. Зустрічається у невеликих річках з помірною течією на піщано-кам'янистих ґрунтах, де рослини — велика рідкість. Вдень заривається до ґрунту або ховається під камінням. Активна вночі. Живиться водними безхребетними.
Нерест груповий (1 самиця і 2—3 самці). Інкубаційний період триває 4 доби.

## Розповсюдження
Мешкає на півночі М'янми.